# Vodárenská věž (Karviná)
Vodárenská věž v Karviné Hranicích je výraznou dominantou a technickou památkou zapsanou do seznamu kulturních památek.

## Historie
Stavba byla pravděpodobně zahájená v roce 1928, dokončena byla v roce 1930. Vodárna dodávala vodu do vodovodního řádu města Fryštát. V době druhé světové války vodárenská věž sloužila jako pozorovatelna. V závěru války byla poškozena nacisty. Po vybudování vodního přivaděče Petrovice–Karviná v roce 1972 byl ukončen provoz a vodárenská věž byla odpojena od vodovodní sítě. V roce 1985 byla věž v pronájmu Českého svazu chovatelů drobného zvířectva.

## Popis
Konstruktivistická kruhová stavba s šesti podlažími. Věž kruhového půdorysu o průměru 8,5 m, průměr nádrže 10 m, průměr roštu nádrže 11,4 m. Věž vysoká 39,4 m je vertikálně členěná osmi lizénami mezi nimi jsou v jednotlivých patrech prolomena okna (celkem 8 oken/podlaží). V šestém podlaží je prolomeno šestnáct oken. V plášti nádrže bylo prolomeno šestnáct oken. Věž je zakončena nízkou kuželovou stříškou.
V druhém podlaží byl byt strojníka o třech místnostech. Patra propojovalo točité schodiště s podestami v jednotlivých patrech.
Vodorovné nosné konstrukce jsou z železobetonu včetně schodiště, galerie, stropů a ztužujících věnců. Vodorovné železobetonové konstrukce jsou kombinovány s cihelným zdivem. Železobetonový rošt nádrže je předsazen před fasádu s ukončením v podobě krakorců.

## Využití
Vodárenská věž byla upravena pro rezidenční bydlení. Ve věži se nachází 7 bytů o velikosti asi 50 m² v nejvyšším patře je situován mezonet (4+kk) o velikosti 115 m². V přilehlé budově je celkem pět bytů, čtyři o velikosti 56 m² (2+kk) a jeden o velikosti 135 m2 (4+kk). Ve věži je instalován výtah o nosnosti 630 kg. Rekonstrukce bytů byla zahájena v roce 2016.

## Zajímavosti
V roce 2007 Ministerstvo průmyslu a obchodu ČR vydalo poštovní známku Vodárenská věž, Karviná.